# Smaragdlibellen
Die Smaragdlibellen (Somatochlora) sind eine Gattung der Falkenlibellen (Corduliidae) mit derzeit 43 beschriebenen Arten. Sie sind im Wesentlichen rund um die Arktis in Nordamerika, Europa und Asien vom südlichen Indien bis an den nördlichen Wendekreis (zirkumboreal) anzutreffen. Einzelne Arten gehören damit zu den Libellen mit den nördlichsten und damit kältesten Verbreitungsgebieten und sind entsprechend durch ihre Lebensweise, Entwicklungszeiten und durch physiologische Eigenschaften wie einem Gefrierschutz bei den Larven an Kaltregionen angepasst.
Mit 17 Arten ist Kanada der Staat mit der größten Artenfülle und in Nordamerika ist es die artenreichste Falkenlibellengattung überhaupt. In Europa sind sieben Arten anzutreffen, von denen drei auch im russischen Ostasien leben, wo vier weitere Arten existieren. Für Japan sind sieben Arten nachgewiesen, von denen jedoch nur S. clavata dort endemisch ist, während die anderen Arten auch im östlichen Asien verbreitet sind.
Ihren deutschen Namen erhielten die Smaragdlibellen aufgrund ihrer smaragdgrünen Augen, auch der englische Name „Emeralds“ beziehungsweise „Emerald dragonflies“ für diese Libellen leitet sich hiervon ab.

## Merkmale
Die Smaragdlibellen weisen sowohl als Larven wie auch als ausgewachsene Tiere (Imago) nur eine vergleichsweise geringe Varianz in ihren Merkmalen auf, insbesondere bezüglich Körpergröße und Färbung.

### Merkmale der Imagines

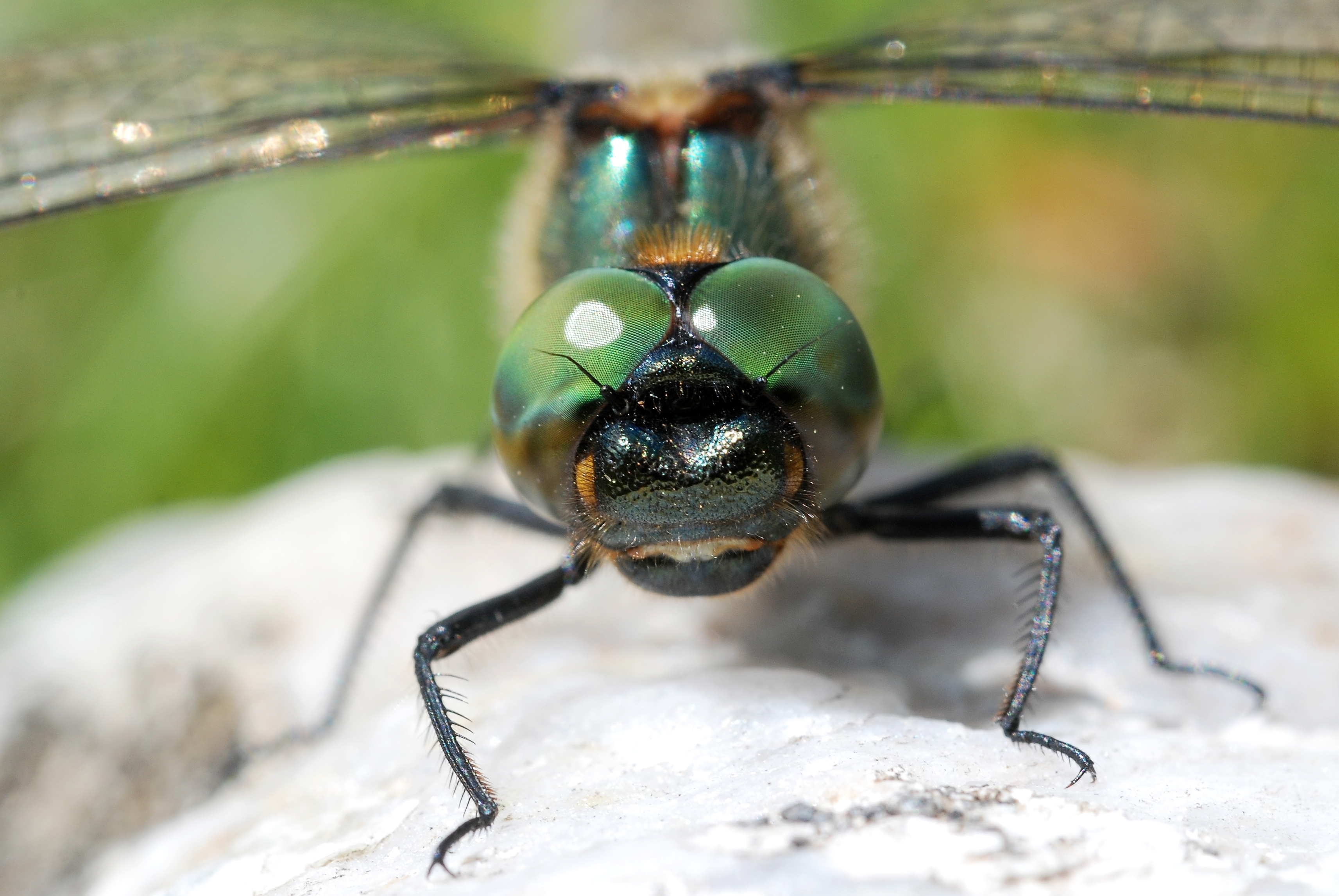
Alpen-Smaragdlibelle (Somatochlora alpestris), Frontalsicht des Kopfes

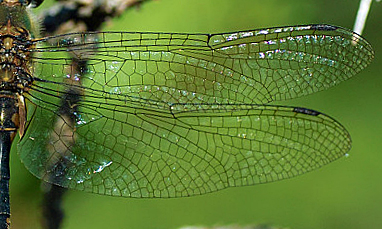
Flügel der Gefleckten Smaragdlibelle (Somatochlora flavomaculata)

Die mit 39 bis 68 Millimeter mittelgroßen Imagines besitzen in der Regel einen dunkel gefärbten und metallisch glänzenden Körper mit einer undeutlichen hellen Zeichnung. Von einigen teilweise dicht behaarten Körperstellen wie den Thoraxseiten abgesehen sind sie moderat behaart. Ein auffälliger Geschlechtsdimorphismus besteht bei den Arten nicht, Geschlechtsunterschiede beschränken sich auf die Ausbildung der Genitalanhänge am Hinterleib sowie auf die Form des Hinterleibs, der bei den Weibchen durch die im Inneren liegenden und mit Eiern gefüllten Ovarien anders als bei den Männchen zylindrisch ist und am dritten Hinterleibssegment keine Einschnürung aufweist. Besonders ausgeprägt ist dieser Unterschied unter den europäischen Arten bei S. metallica.
Die Augen sind nach dem Schlüpfen der Imago rötlich braun und färben zu einem leuchtenden Smaragdgrün aus. Das Gesicht ist schwarz mit einem metallischen Glanz, die metallisch blaue Frons besitzt in der Regel gelbe Seitenflecke oder ein durchgehendes gelbes Band und auch das Labium ist meistens hell. Der Thorax ist metallisch grün und kann kupferfarbene Reflexe hervorrufen. Er ist weitestgehend ungezeichnet, kann jedoch bei einigen Arten maximal ein bis zwei helle Flecken bzw. Streifen aufweisen. Das Abdomen ist sehr dunkel – von schwarz bis metallisch dunkelgrün – und besitzt eine artspezifische undeutliche Zeichnung aus hellen Flecken und weißlichen Intersegmentalringen. Das zweite Abdominalsegment ist verdickt.
Die Beine sind in der Regel schwarz bis schwarzgrau, wobei die Vorder- und Hinterbeine der Männchen mit einem Kiel auf den Tibien ausgestattet sind, der den Mittelbeinen fast immer fehlt. Die Flügel sind in der Regel farblos, können jedoch insbesondere bei frisch geschlüpften Weibchen vor allem am Vorderrand auch rauchgrau oder gelblich sein. Teilweise ist zudem die Flügelbasis bernsteinfarben. Die Flügeladerung ähnelt den nahe verwandten Falkenlibellen (Cordulia), unterscheidet sich von ihnen jedoch durch zwei zusätzliche Queradern zwischen der Cubitalader und der Analader. Die Flügeldreiecke sind zweizeilig, die Subtriangel des Vorderflügels dreizeilig und die des Hinterflügels einzeilig und durchsichtig. Unter dem Flügelmal (Pterostigma) befindet sich eine einzige Vene. Die Hamuli, Verzahnungsstrukturen am Genital der Männchen für die Paarung, sind groß und abgeflacht. Sie bilden Haken mit nach hinten gerichteter Spitze und die Form ist artspezifisch.
Die Cerci (Appendices superiores) sind zugespitzt und besitzen ventrale Zähnchen, die Form ist artspezifisch unterschiedlich. Das Epiproct (Appendix inferior) ist kürzer und länglich dreieckig, wobei das Ende oft zugespitzt und umgebogen und seltener abgestumpft oder leicht eingebuchtet ist. Die Subgenitalplatte kann artspezifisch in Form und Größe sehr unterschiedlich ausgeprägt sein; es gibt flache, rinnen- und schnabelförmige Ausprägungen. Durch diese Variationen des Hinterleibs lassen sich Smaragdlibellen am besten über die Ausgestaltung der Hinterleibsanhänge unterscheiden und bestimmen.

### Merkmale der Larven
Die Larven entsprechen in ihrem Habitus den typischen Falkenlibellenlarven. Sie besitzen einen breiten Kopf (doppelt so breit wie lang) und das Abdomen ist mehr oder weniger oval ausgebildet. Die Färbung ist in der Regel einfarbig dunkelbraun, teilweise mit schwarzen Flecken am Körper und an den Beinen, dunkle Streifen an den Thoraxseiten sind jedoch nie vorhanden. Sie sind mäßig bis stark behaart und besitzen kurze bis mittellange Beine.
Die Fangmaske ist wie für Falkenlibellen typisch als „Helmmaske“ ausgebildet, sie ist also nicht flach wie die „Tellermaske“ bei anderen Großlibellenlarven, sondern schüsselförmig gebaut. Diese tiefe Schale wird durch die Labialpalpen und den Vorderteil des umgeformten Prämentums gebildet und oben durch lange, aufrichtbare Borsten abgeschlossen. Der Innenrand der Labialpalpen ist eingekerbt und besitzt einen spitzen Dorn als beweglichen Haken. Das Fangmaskengelenk (Labialsutur) reicht bis an die Basis des Mesothorax oder bis zum Ansatz der Hüften (Coxae) des mittleren Beinpaares. Die Hinterflügelscheide reicht bei den Larven des Endstadiums (F-0) bis zur Mitte des sechsten Abdominalsegments.
An den Segmenten 3 bis 9 können Rückendornen vorhanden sein. Seitendornen sind maximal an den Segmenten 8 und 9 ausgebildet, können jedoch auch fehlen. Die Analpyramide ist etwa so lang wie die beiden letzten Segmente (9 und 10) gemeinsam. In Europa werden die Larven der alpestris-Gruppe (S. alpestris, S. arctica, S. sahlbergi) von denen der metallica-Gruppe (S. metallica, S. meridionalis, S. flavomaculata, S. graeseri) unterschieden. Bei den Larven der ersten Gruppe ist die Behaarung stark, Rückendornen sind nicht vorhanden und Seitendornen sind minimal ausgebildet, letztere besitzen eine schwache Behaarung und sind auf dem Rücken und an den Seiten mit deutlichen Dornen ausgestattet.

### Genetische Merkmale
Wie bei den meisten Insektengruppen liegen auch von Smaragdlibellen nur sehr wenige Daten zur Genetik und dem Genom vor. Bislang ist von keiner Libellenart das Genom vollständig sequenziert. Einzelne Genabschnitte der Kern-DNA und der mitochondrialen DNA von verschiedenen Arten wurden für vergleichende phylogenetische Analysen verwendet wie beispielsweise für S. flavomaculata auf der Basis von 18S und 28S rRNA sowie bei den Arten S. viridiaenea (in zwei Unterarten) und S. clavata in Japan auf der Basis mitochondrialer DNA.
Von Ardila-Garcia und Gregory 2009 wurde im Rahmen einer Abschätzung der Genomgröße von etwa 100 Libellenarten auch die Größe des Genoms von S. williamsoni und S. elongata bestimmt. Dabei wurde für S. williamsoni eine Genommasse von 1,9 pg (Pikogramm) und für S. elongata von 2,85 pg ermittelt (1 pg entspricht etwa 1 Milliarde Basenpaaren), wobei die Abschätzung gegenüber bekannten Daten für Drosophila melanogaster und Tenebrio molitor erfolgte. Innerhalb der Studie besaß S. elongata das größte Genom von allen untersuchten Arten.

## Verbreitung
Auch wenn viele Arten in südlicheren Gebieten und S. dido auf Taiwan sowie S. daviesi im südlichen Indien bis an den nördlichen Wendekreis anzutreffen sind, sind Smaragdlibellen vor allem holarktisch in Nordamerika und Eurasien und im Wesentlichen zirkumboreal verbreitet. Einzelne Arten gehören damit zu den Libellen mit dem nördlichsten und damit kältesten Verbreitungsgebieten. Mit 17 Arten besitzt Kanada die größte Artenfülle. In Europa sind sieben Arten anzutreffen, von denen drei auch im russischen Ostasien leben, wo vier weitere Arten existieren. Auch in Japan sind sieben Arten beschrieben, von denen jedoch nur S. clavata endemisch ist, während alle anderen auch im östlichen Asien verbreitet sind.
Die Lebensräume der Smaragdlibellen variieren artabhängig und regional, wobei eine Vorliebe für Moorgebiete erkennbar ist. So kommen 14 der 17 kanadischen Arten in Hochmooren vor und auch die europäischen Arten sind überwiegend in Moorgebieten vertreten.

## Lebensweise
Wie alle Libellen sind auch Smaragdlibellen aufgrund der aquatischen Entwicklung ihrer Larven auf Gewässer angewiesen. Ausgewachsene Tiere entfernen sich teilweise sehr weit von den Brutgewässern und bei einigen Arten findet die Paarung sogar bevorzugt auf Hügeln statt. Dabei lassen sich nur wenige Aussagen treffen, die für alle Arten der Smaragdlibellen gelten.

### Lebensweise der Larven
Die Larven ernähren sich anfangs vom Rest ihres Dottervorrats, beginnen jedoch bereits in der ersten Woche mit dem Beutefang, bei dem sie ihre bereits einsatzfähige und voll ausgebildete Fangmaske nutzen. Sie ernähren sich opportunistisch, fangen also fast alles, was sie überwältigen können. Dabei sind Smaragdlibellenlarven Lauerjäger am Boden und orientieren sich überwiegend an taktilen Reizen, während die Augen für den Beutefang nur eine untergeordnete Rolle spielen. Wie bei S. metallica beobachtet, klettern sie nicht in die Wasserpflanzen zum Beutefang, wie dies bei anderen Libellenlarven vorkommt. Kotanalysen der Larven von S. alpestris in kleinen Alpentümpeln ergaben als Nahrung vor allem Zuckmückenlarven, Wasserflöhe, Schlammfliegenlarven, kleine Muscheln, Ringelwürmer und Wassermilben, aber auch Büschelmückenlarven, die in der Regel Freiwasserbewohner sind, und auch Larven der eigenen Art (Kannibalismus). Bei Analysen des Mageninhalts von S. arctica in Norwegen bestand die Nahrung zu 58 Prozent aus Zuckmückenlarven und zu 40 Prozent aus Wasserflöhen, die restlichen 2 Prozent stellten Wassermilben dar.
Die Larvengewässer der meisten Smaragdlibellen zeichnen sich durch sehr niedrige pH-Werte und hohe Nährstoffgehalte aus (Moorgewässer). Die Larven sind sehr tolerant gegenüber Verunreinigungen und können in Gewässern unterschiedlichster Eigenschaften von völlig oligotroph bis stark eutroph leben, ebenso wie in sehr weichem bis hartem und stark saurem bis leicht basischem Wasser. Mehrere Wochen in Wasser mit einem pH-Wert von 3 oder auch in destilliertem Wasser schadeten untersuchten Larven von S. alpestris und S. arctica nicht. Sie sind allerdings sehr empfindlich gegenüber zu hohen Wassertemperaturen, wobei konstante Temperaturen von mehr als etwa 26 °C für die Tiere sehr ungünstig sind.
Auch gegenüber dem Einfrieren gelten Smaragdlibellenlarven verglichen mit anderen Libellenlarven als sehr tolerant. Sie überstehen längere Frostperioden bei Temperaturen bis etwa −20 °C unbeschadet, solange das Zellinnere nicht einfriert. Dies gelingt ihnen unter anderem durch spezielle Substanzen in den Körperflüssigkeiten, die als Frostschutzmittel dienen; vor allem Polyhydroxyalkohole erfüllen diese Funktion. Eine weitere besondere Anpassung der Smaragdlibellenlarven ist ihre sehr lange Überlebensfähigkeit bei der Austrocknung ihrer Larvalgewässer, was bei kleineren Tümpeln vor allem im Hoch- und Spätsommer häufig geschieht. Dabei überdauern die Larven die Trockenperioden teilweise im eingetrockneten Schlamm, die Larven der amerikanischen S. hineana sollen sich hierzu auch in Krebsbauten zurückziehen. In feuchtem Substrat wie Laubstreu und Moospolstern beträgt die Überlebensdauer teilweise mehrere Monate. In Experimenten konnten Larven von S. semicircularis im Trockenen bei 20 °C und ungefähr 70 Prozent Luftfeuchte im Mittel 13 Tage überleben, während Larven anderer Arten aus denselben Gewässern in der Hälfte der Zeit austrockneten.

### Lebensweise der Imagines

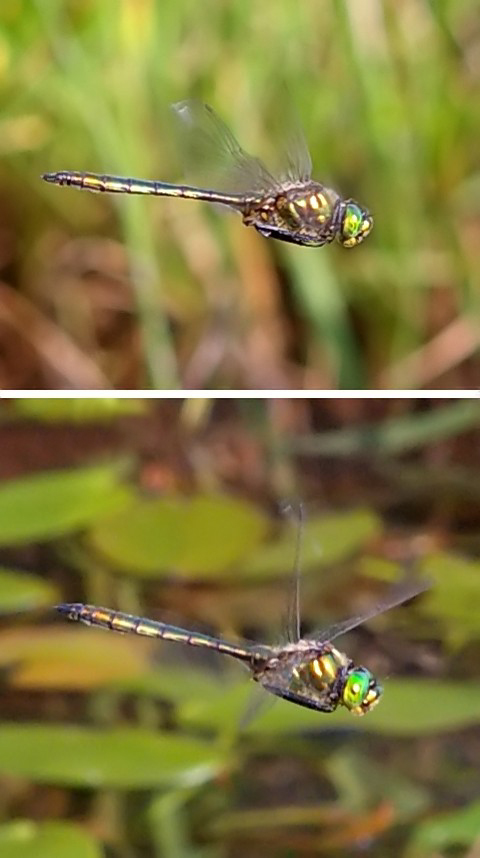
Adultes Männchen der Glänzenden Smaragdlibelle (Somatochlora metallica) auf Patrouillenflug

Mit dem Jungfernflug beginnt die präreproduktive Phase des Imaginallebens, während deren sich die Reifung der ausgewachsenen Libellen vollzieht. Der Jungfernflug führt in der Regel steil in die Baumwipfel der gewässerumgebenden Vegetation und kann bei fehlender Vegetation auch einige hundert Meter weit reichen. Die Anfälligkeit gegenüber Fressfeinden – vor allem Vögeln – ist während dieses Jungfernflugs besonders hoch, da die noch nicht voll ausgehärteten Libellen nur vergleichsweise unbeholfen fliegen und manövrieren können. Während der Reifungszeit leben die Libellen in ihrem Reifungshabitat im Bereich der Vegetation abseits der Gewässer, etwa auf Waldlichtungen und in locker buschigem Gelände. Dabei weisen die Habitate bei allen Smaragdlibellen eine ähnliche Struktur auf. So findet sich S. sahlbergi im subarktischen Birkenwald und S. arctica in aufgelockertem Nadelwald, als Ruheplätze nutzen sie die hohen Baumbereiche.
Anders als viele andere Libellen nutzen Smaragdlibellen (und auch andere Falkenlibellen) keine Warten, von denen aus sie ihre Beute erspähen und dann jagen, sondern jagen im Flug. Sie jagen dabei vor allem Kleininsekten wie Mücken (vor allem Zuckmücken) und Fliegen. Dabei durchfliegen sie mehr oder weniger geradlinig bis wellenförmig, manchmal auch in Zickzackflügen, vor allem die Paarungsschwärme ihrer Beutetiere und fangen Einzelinsekten, die sie mit ihren Mundwerkzeugen packen und noch in der Luft zerkauen. Seltener jagen sie auch größere Einzelinsekten wie Steinfliegen, Eintagsfliegen oder Regenbremsen. Für S. metallica konnte auch die Jagd auf die Vierflecklibelle (Libellula quadrimaculata) nachgewiesen werden. Dabei erfolgt die Jagd in der Regel auf dem Land in einiger Entfernung zum Wasser an offenen Stellen im Moor oder an baumarmen Hängen und offenen Waldbereichen, während die Libellen am Paarungsplatz oder -gewässer nur selten Insekten fangen. Gelegentlich jagen Smaragdlibellen auch im Verband, wobei die japanischen S. viridiaenea in einem Verband von 23 Individuen und die nordamerikanischen S. hineana sogar mit 30 bis 70 Individuen beobachtet wurden. S. alpestris kann im Gegensatz dazu jedoch auch Jagdreviere bilden, die sie gegen Artgenossen verteidigt.

## Fortpflanzung und Entwicklung

### Fortpflanzung
Nach dem Abschluss der Reifezeit und damit während der reproduktiv aktiven Periode halten sich Männchen wie Weibchen zur Paarung wieder im Bereich der Fortpflanzungsgewässer auf, wobei die Flugzeiten artabhängig variieren. S. flavomaculata befindet sich zwischen 8:30 und 17:00 Uhr nach Untersuchungen am Paarungsgewässer, während S. alpestris bis etwa 19:00 Uhr dort anzutreffen ist. Die nordamerikanische S. linearis ist dagegen nur am frühen Morgen bis maximal 8:00 Uhr am Paarungsgewässer zu finden.
Der Treffpunkt der Geschlechter (Rendezvousplatz) entspricht bei den meisten Arten den Eiablagegewässern. Insbesondere bei Arten, die ihre Eier in kleine Gewässer ablegen wie bei S. arctica und S. alpestris, kann er jedoch auch abseits des Wassers liegen. Die Männchen besuchen die Rendezvousplätze auf der Suche nach paarungsbereiten Weibchen und patrouillieren hier teilweise für mehrere Stunden oder suchen die umgebende Vegetation ab. Einzelne Arten sind dabei territorial und verteidigen ihre Reviere gegenüber anderen Männchen oder auch anderen Arten. So bildet S. clavata in Japan Reviere an Bewässerungsgräben in Reisanbauflächen. Auch wurden Revierverteidigungen bei S. metallica an Kleinseen und bei S. meridionalis an schmalen Fließgewässern beobachtet. Weibchen kommen dagegen nur selten und dann in der Regel nur für kurze Zeit an die Rendezvousplätze, sodass der Anteil der anwesenden Männchen meistens deutlich über 90 Prozent (operational sex ratio (OSR) > 0,9) liegt, während das Verhältnis in der Gesamtpopulation eher ausgeglichen ist.
Eingeleitet wird die Paarung bei Smaragdlibellen (und auch bei anderen Falkenlibellen) nur sehr selten abseits der Rendezvousplätze und der Eiablagegewässer. Die Weibchen werden optisch erkannt, wobei die Männchen erst auf die Art der Bewegung reagieren und die Weibchen nachfolgend an der Form des Hinterleibs erkennen. Fehlpaarungen kommen nur sehr selten vor, allerdings können einzelne Arten miteinander hybridisieren und lebensfähige gemeinsame Nachkommen produzieren. Dokumentiert ist dies vor allem von S. sahlbergi mit S. hudsonica und S. albicincta in Yukon, Kanada. Die unverpaarten Weibchen signalisieren ihre Paarungswilligkeit durch ein spezielles Flugverhalten, bei dem sie mehrfach verharren (Präkopulationsflug, „premating flight“). Wenn sie dabei entdeckt werden, werden sie von einem Männchen angeflogen und für die Paarung gepackt.

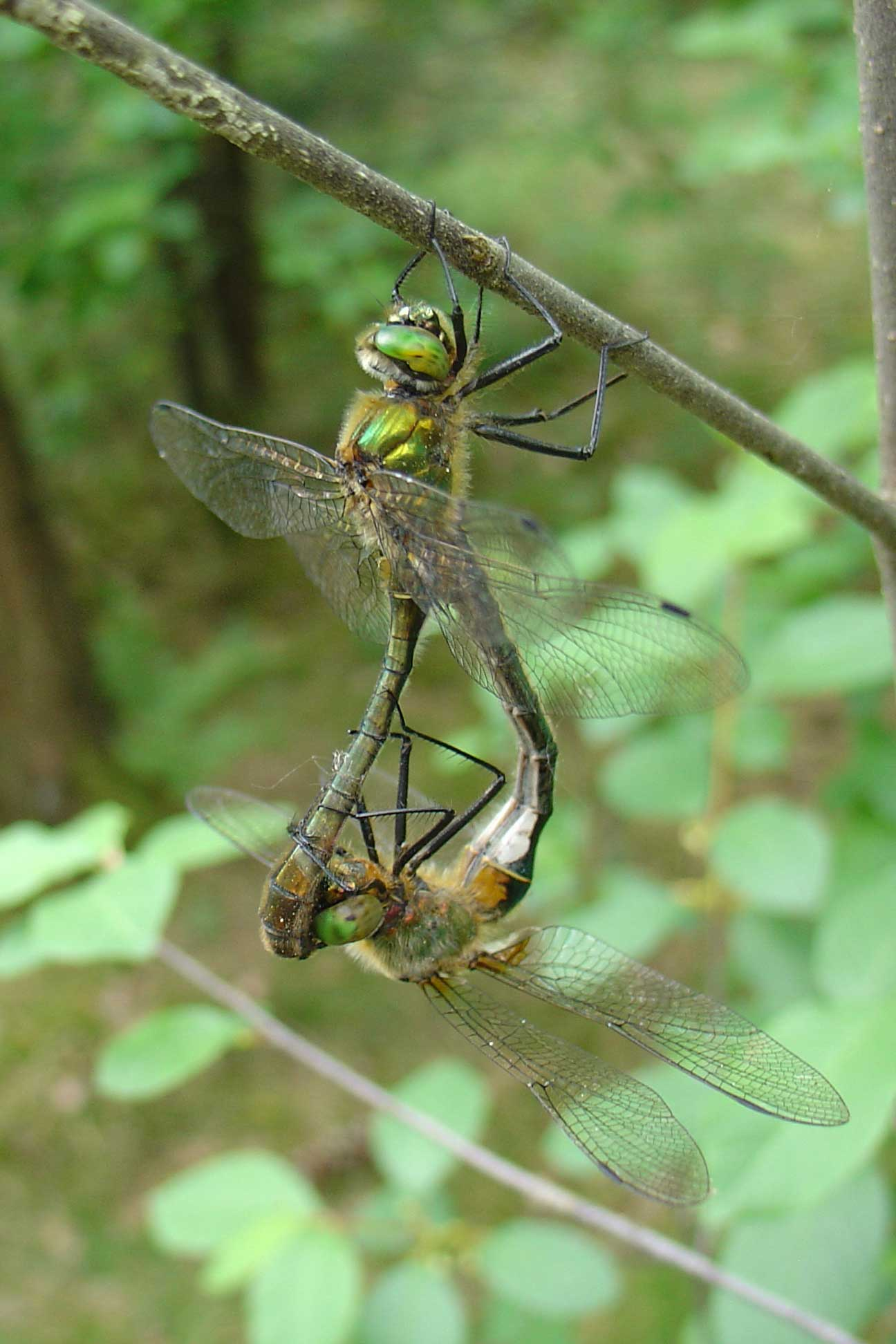
Paarungsrad von Smaragdlibellen (i. w. S.; hier sind es Falkenlibellen, Cordulia aenea). Das Männchen hält das Weibchen hinter dem Kopf, während dieses mit der Hinterleibsspitze am Kopulationsorgan des Männchens unterhalb des zweiten Hinterleibssegments verkoppelt ist

Die Paarung findet bei allen Falkenlibellen und den meisten Großlibellen in gleicher Weise statt. Dabei ergreift das Männchen das Weibchen in der Regel mit den Beinen von oben am Thorax und „wandert“ dann nach vorne zum Kopf. Dort ergreift es mit den Cerci den Kopf des Weibchens und fliegt mit dem Weibchen im Tandemflug weiter. Indem es sein Abdomenende erneut nach vorne zieht, überträgt es Spermien in den Kopulationsapparat an der Unterseite des zweiten Abdominalsegments. Danach fordert es das Weibchen zur Bildung des Paarungsrades auf, bei dem das Weibchen das eigene Hinterleibsende unter den Kopulationsapparat des Männchens bringt und dort verkoppelt. Während die meisten Arten nun rasch in die Vegetation fliegen, bleiben einige Smaragdlibellen wie S. arctica und S. flavomaculata noch mehrere Minuten kreisend über dem Rendezvousplatz und setzen sich erst dann auf einen sicheren Platz in der Vegetation, wo die eigentlich Begattung stattfindet.
Die Dauer der Kopulation kann auch innerhalb der Arten sehr stark variieren, sie liegt in der Regel zwischen 15 Minuten und fast einer Stunde (oder sogar darüber). Die paarigen Hamuli des Männchens sind dabei mit der Subgenitalplatte des Weibchens verhakt, während der „Penis“ zwischen die beiden Lappen der Subgenitalplatte geschoben wird und mit Pumpbewegungen das Sperma in die weibliche Genitalöffnung presst. Nach der Begattung trennen sich zunächst die Genitalien und erst ein bis zwei Sekunden später löst sich auch der Tandemgriff, bevor einer der Partner abfliegt, während der andere in der Regel noch eine kurze Zeit am Paarungsplatz verbleibt.

### Eiablage
Die Eiablage erfolgt erst einige Zeit nach der Begattung, wobei das Weibchen allein am Eiablageplatz erscheint und den Männchen auszuweichen versucht, um die Eier ungestört ablegen zu können und weiteren Kopulationen zu entgehen. Die Weibchen von S. flavomaculata, S. arctica und S. alpestris verhalten sich dabei sehr unauffällig innerhalb der Vegetation. Werden sie entdeckt, fliehen sie vor den Männchen in Richtung Ufer oder signalisieren Paarungsunwilligkeit durch einen nach unten gekrümmten Hinterleib.
Die befruchteten Eier mit dem enthaltenen Embryo, der sich im Ei aus der Zygote bildet, werden bei der Eiablage in das Wasser abgegeben, wobei sie bei den Smaragdlibellen und den nahe verwandten Falkenlibellen der Gattung Cordulia in kleinen Gruppen abgelegt werden. Sie treten rasch aufeinander folgend aus der Geschlechtsöffnung aus und sammeln sich ohne zu verkleben unter der rinnenförmig ausgebildeten Subgenitalplatte. Wie bei allen Falkenlibellen werden die aus der Genitalöffnung austretenden Eier im Flug an der Wasseroberfläche in kleinen Portionen von 2 bis 15 Eiern an der Wasseroberfläche abgetupft und sinken dann zum Gewässerboden ab. Sie vereinzeln sich, danach sinken sie ab und bleiben auf dem Substrat des Gewässerbodens oder auf Pflanzenteilen liegen. Durch Wasseraufnahme im Exochorion quellen die Eier gallertig auf und verkleben mit der Substratfläche. Bei den Eiern von S. arctica und S. alpestris dauert es etwa 30 bis 60 Minuten, bis die Eier klebrig werden und sich nach dem Absinken festsetzen können. Bei Fließgewässerarten könnte dieser Prozess schneller gehen, um eine Drift zu verhindern – entsprechende Untersuchungen liegen für Smaragdlibellen jedoch nicht vor. Die Anzahl der abgegebenen Eier liegt bei etwa 300 bis 1.000 pro Weibchen, wobei einzelne Weibchen auch mehrfach Eier legen können.
Allerdings kommt bei verschiedenen Smaragdlibellen im Gegensatz zu fast allen anderen Libellen auch eine Eiablage an Land vor. So legt S. metallica Eipakete in das weiche Substrat am Seeufer, indem sie sie mit Hilfe des Ovipositors etwa einen Millimeter in den Boden versenkt. Ähnliches wurde auch bei S. meridionalis, S. sahlbergi, S. uchidai, S. williamsonis, S. elongata und S. minor beobachtet, für weitere Arten mit ähnlich spitzhammerartig geformtem Ovipositor wird das gleiche Verhalten angenommen. Die Eier entgehen auf diese Weise aquatischen Räubern, die Larven müssen allerdings nach dem Schlupf entweder aktiv ins Wasser gelangen oder eingespült werden.

### Embryonalentwicklung
Wie bei allen anderen Libellenarten findet auch die Entwicklung der Smaragdlibellen nach der Befruchtung der Eier in der Spermathek (paarig angelegte, schlauchförmige Kammern, in denen die Spermien der Männchen nach der Kopulation gespeichert werden) in den Eiern im Hinterleib des Körpers der weiblichen Libellen statt. Die Geschlechtsentwicklung hängt dabei davon ab, ob die Zellen nach der Befruchtung ein oder zwei X-Chromosomen enthalten.
Der Embryo entwickelt sich zur Prolarve, die im Wasser schlüpft und sich hier zu einer vollständigen Larve ausbildet. Die Gesamtentwicklung von der Befruchtung bis zum Schlupf der Prolarve aus dem Ei dauert bei S. viridiaenea 19 bis 21 Tage. Am vierten Entwicklungstag ist der Keimstreifen des Embryos etwa auf die Länge des Eis angewachsen und am folgenden Tag werden die Segmente mit den Körperanhängen ausgebildet. Ab dem neunten Tag beginnt die Ausrollung des Embryos, der in den verbleibenden etwa 10 Tagen voll ausreift. Die Augenanlagen bestehen bei Smaragdlibellen aus nur sieben Einzelaugen (Ommatidien), bei der Gattung Epitheca sind es zehn und bei den Edellibellen (Aeshnidae) sogar bis zu 270.
Für die Embryonalentwicklung ist ein sehr enges Temperaturfenster mit einer Spanne von etwa 10 °C notwendig. S. arctica und S. alpestris stellen wahrscheinlich unterhalb von 16 °C die Entwicklung ein, bei dauerhaften Temperaturen oberhalb von 26 °C sterben die Eier und Embryonen ab.
Der Schlupf erfolgt nach Abschluss der Embryonalentwicklung, allerdings liegt zwischen dem Abschluss der Morphogenese im Herbst bei den im Ei überwinternden Larven eine Diapause, sodass sie erst im darauffolgenden Frühjahr, induziert durch eine Temperaturerhöhung, schlüpfen. Diese Diapause-Eier sind beispielsweise für S. arctica und S. alpestris nachgewiesen. Beim Schlupf sägt die Prolarve mit einem fein gezähnten Kamm auf dem Kopf (in Analogie zum Eizahn der Vögel ebenfalls als „Eizahn“ bezeichnet) die Eihaut von innen auf und befreit sich durch schlängelnde Bewegungen vom Ei und der Gallerte. Der Schlupf kann sowohl tagsüber wie auch nachts erfolgen, konzentriert sich allerdings auf die Zeit direkt nach Sonnenuntergang und wird wahrscheinlich durch den Lichtwechsel induziert.

### Larvalentwicklung
Die Larvalentwicklung stellt bei den Smaragdlibellen, wie bei anderen Libellen auch, den längsten Lebensabschnitt dar und dauert – artabhängig – in der Regel mehrere Jahre. So wird die Entwicklungszeit von S. arctica und S. alpestris auf jeweils mindestens drei Jahre mit zwei bis drei Überwinterungen geschätzt. Bei Arten mit sehr weit im Norden liegenden Verbreitungsgebieten wie S. semicircularis in Colorado und S. sahlbergi in Yukon, Kanada, beträgt die Entwicklungszeit sogar vier bis fünf Jahre.
Das Prolarvenstadium (von einigen Autoren bereits als erstes Larvenstadium bezeichnet) ist nach dem Schlupf etwa einen Millimeter lang und durchscheinend. Die weitere Entwicklung verläuft über mindestens 11 Häutungen, wodurch 12 bis 14 Larvenstadien möglich sind. Die Körpergröße nimmt mit jeder Häutung etwa um ein Viertel zu, die Stadiendauer nimmt ebenfalls zu und kann bei einigen Arten in späteren Stadien wieder abnehmen. Bei einigen Arten kommt es zu einem so genannten crowding effect, wenn mehrere Larven desselben Geleges im gleichen Kleingewässer aufwachsen und so um Nahrung konkurrieren. In diesem Fall wurde für Handaufzuchten von S. arctica nachgewiesen, dass sich nur ein einzelnes Individuum normal entwickelt, während die anderen auch bei optimaler Ernährung im Wachstum zurückbleiben. Dies ist insbesondere dann von Bedeutung, wenn die Larven gemeinsam in sehr kleinen Moortümpeln aufwachsen, wie dies bei einigen Smaragdlibellen der Fall ist.
Vor der Umwandlung zur Imago erfolgt bei den meisten Larven eine weitere Diapause zur Überwinterung im letzten Larvenstadium, wodurch der Abschluss der Larvalentwicklung synchronisiert werden kann und die Imagines im frühen Frühjahr fast gleichzeitig schlüpfen und ausfliegen.

### Umwandlung zur Imago

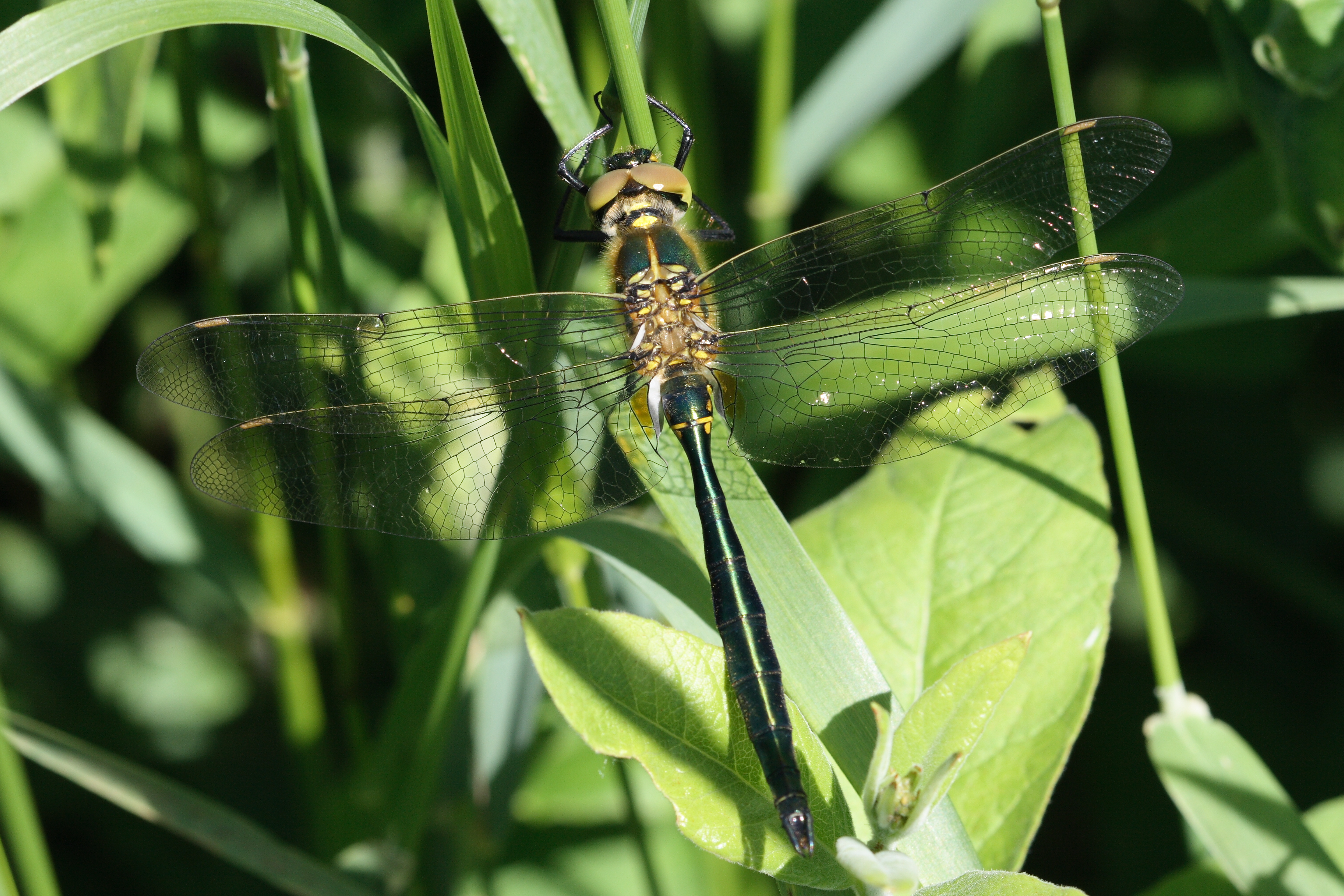
Bei juvenilen Imagines – hier ein kurz zuvor geschlüpftes Männchen der Glänzenden Smaragdlibelle (Somatochlora metallica) – sind die Komplexaugen zunächst noch nicht grün ausgefärbt

Den Abschluss der Larvalentwicklung bildet die Imaginalhäutung (Schlupf) und die Veränderung des Lebensraums und der Lebensweise vom Wasserleben zum Landleben (Ausflug bzw. Emergenz). Die Umwandlung der Larve zur Imago, die Metamorphose, wird bei allen Insekten hormonell durch das Ecdyson und das Juvenilhormon gesteuert und vollzieht sich am Ende des letzten Larvenstadiums durch einen plötzlichen Ecdyson-Anstieg und ein Fehlen des Juvenilhormons. Bei den Libellen wird die Bildung der Imaginalorgane, insbesondere der Geschlechtsorgane, abgeschlossen, larvale Merkmale wie die Fangmaske werden wenige Tage vor der letzten Häutung zurückgebildet.
Kurz vor der Umwandlung zur Imago steigt die Larve an einem Pflanzenhalm oder einem anderen Substrat aus dem Larvengewässer aus und klammert sich daran oberhalb der Wasseroberfläche fest. Dies geschieht bevorzugt im Bereich des Ufers. Die Atmung erfolgt über bereits ausgebildete Tracheen mit Atemöffnungen (Stigmata) am Thorax. In dieser Haltung trocknet die Larvenhaut und wird von der Libelle durch das so genannte „Pumpen“ von der neuen Haut abgelöst. Während dieser Zeit kommt es zum „Beinkreisen“ zur besseren Verankerung, das für Falkenlibellen typisch ist und unter anderem für S. meridionalis beschrieben ist. Die Haut platzt im Bereich der Flügelscheiden auf und der Riss erweitert sich über die Flügelanlagen und den Kopf. Aus dieser Öffnung quellen Kopf und Thorax hervor, danach werden die Beine, die Flügel und der Hinterleib von der Larvenhaut befreit. Nachdem die Imago vollständig aus der Larvenhülle ausgestiegen ist, erfolgt die Entfaltung der Flügel, die sich bis zum Schlupf stark aufgefaltet in den Flügelscheiden befanden, durch das Einpumpen von Hämolymphe. Gleichzeitig wird der Hinterleib gestreckt und es erfolgt eine vollständige Aushärtung und Ausfärbung der Libelle. Mit dem anschließenden Jungfernflug beginnt das Imaginalleben.
Die Emergenz der Smaragdlibellen erfolgt entweder mit dem Beginn der warmen Saison im Frühjahr (Frühjahrsarten), wobei die letzte Larvalhäutung vor dem Winter stattfand, oder nach ein oder zwei weiteren Häutungen im Frühsommer (Sommerarten). So wird S. alpestris als Frühjahrsart und S. metallica als Sommerart beschrieben, während S. arctica regional sowohl Frühjahrs- wie Sommerart sein kann. Der Schlupf dauert mehrere Stunden, für S. alpestris wurde eine Dauer von etwa 3,5 und für S. arctica von 4,5 Stunden beobachtet. Er findet bei den meisten Arten während des Vormittags statt. Für S. semicircularis aus den Rocky Mountains konnte nachgewiesen werden, dass bis zum Mittag etwa 75 Prozent der Tageskohorte geschlüpft sind und die restlichen Libellen in den direkt folgenden Stunden abfliegen.

### Imaginalleben
Das Imaginalleben, also das Leben als ausgewachsene und schließlich auch fortpflanzungsfähige Libelle, ist im Vergleich zur mehrjährigen Larvalentwicklung nur sehr kurz. Für Falkenlibellen wird eine durchschnittliche Lebensdauer von 50 Tagen angenommen, Freilanduntersuchungen bei S. alpestris haben maximal 66 Tage und durchschnittlich nur 45 Tage ergeben.
Die Libellen sind nach der Emergenz allerdings noch nicht fortpflanzungsfähig, sondern bedürfen noch einer kurzen Reifezeit, die sie in der umgebenden Vegetation verbringen. In dieser Zeit härten die Tiere vollständig aus, wobei sich die anfänglich braunen Augen in ein leuchtendes Smaragdgrün umfärben, der dunkle Körper den typischen grünen Metallglanz erhält und sich die Geschlechtsorgane vollständig entwickeln. Die Reifezeit dauert bei den Smaragdlibellen zwischen 7 und 28 Tagen, bei S. uchidai sogar bis zu 36 Tagen beim Männchen und 32 Tagen beim Weibchen bei einer maximal festgestellten Lebensdauer von 69 Tagen für die Männchen und 49 Tagen für die Weibchen.

## Fressfeinde und Parasiten

### Fressfeinde der Larven und Fraßvermeidung
Sowohl die Larven wie auch die Imagines werden oft Beute anderer räuberisch lebender Tierarten (Prädatoren). So werden die Larven vor allem von Libellenlarven (teilweise auch der eigenen Art) sowie von Fischen erbeutet, wobei diesbezüglich keine gattungsspezifischen Unterschiede zwischen Smaragdlibellen und anderen Libellenlarven dokumentiert sind. Für die nahe verwandte Epitheca cynosura wurde ermittelt, dass bereits im ersten Larvenjahr innerhalb eines Monats nach dem Schlupf bis zu 60 Prozent der Junglarven durch andere Libellenlarven und Fische dezimiert werden, für Cordulia amurensis liegen sogar Berechnungen vor, dass nach der fünfjährigen Entwicklungszeit nur etwa 0,2 Prozent der ursprünglichen Larven bis zum Schlupf überleben.
Zum Schutz gegenüber Fressfeinden dienen vor allem die verschiedenen Möglichkeiten der Tarnung und des Versteckens, zudem die Eiablage in sehr kleinen und meist sauren Gewässern, die keine Fische enthalten. Letzteres wird von S. arctica und S. alpestris praktiziert, die ihre Eier in Kleinstgewässern im Moor ablegen, wo kein Fraßdruck durch Fische besteht. Andere Arten wie S. meridionalis sind stark abgeflacht und besitzen ein körperauflösendes (somatolytisches) Farbmuster auf dem Hinterleib, wodurch sie am Boden sehr gut getarnt sind. S. alpestris besitzt demgegenüber einen hochaufgewölbten Hinterleib mit einem dichten Besatz an Borsten, in dem sich Torfpartikel verfangen, sodass die Larven im Torfschlamm getarnt sind. Werden die Larven trotz Tarnung entdeckt und angegriffen, erfolgt ein Totstellreflex (Thanatose). S. metallica, S. meridionalis und S. flavomaculata besitzen zudem wie viele andere Libellenlarven starke Dornen auf dem Rücken und an den Seiten des Hinterleibs, durch die besonders die größeren Larven gemeinsam mit den abgespreizten Beinen Fische vom Verzehr abhalten. Experimentell konnte nachgewiesen werden, dass einige Libellenlarven in Gegenwart von Fischen größere Dornen ausbilden und in fischreichen Gewässern größere Dornen besitzen. Für Smaragdlibellen liegen diesbezüglich jedoch keine Untersuchungen vor.
Parasitenbefall ist bei Smaragdlibellenlarven nur wenig dokumentiert. Allgemein werden Libellenlarven von Gregarinen und Larvenstadien von Band- und Saugwürmern sowie von Saitenwürmern befallen. So konnte für S. metallica ein Befall mit Larven eines Bandwurms der Gattung Schistotaenia nachgewiesen werden, bei der gleichen Art fand sich auch der Saitenwurm Gordius aquaticus. Neben diesen parasitischen Besiedlern können Libellenlarven zudem als Substrat für sessile Einzeller und Kleintiere wie Glockentierchen (beispielsweise Zoothamnium spec.), Süßwasserpolypen (Hydra spec.) und Moostierchen (beispielsweise Fredericella) dienen, die unter anderem an S. metallica nachgewiesen wurden (Epizoose).

### Fressfeinde der Imagines

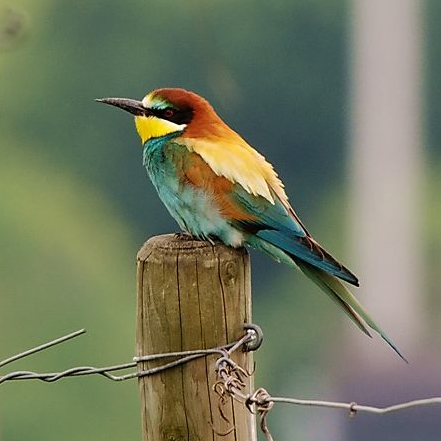
Der Bienenfresser gehört regional zu den effektivsten Libellenjägern; lokal besteht die Nestlingsnahrung zu bis zu 20 Prozent aus S. flavomaculata

Die Imagines der Falkenlibellen fallen aufgrund ihrer Färbung und ihrer Geschwindigkeit nur vergleichsweise selten Beutegreifern zum Opfer. Sie sind besonders anfällig während der Imaginalhäutung und des Jungfernfluges, als Paarungsrad sowie bei der Eiablage. Die gelegentliche Erbeutung wurde für eine Reihe von Vogelarten nachgewiesen, unter anderem Buchfink, Rauchschwalbe und Rohrschwirl. Größere Bedeutung als Nahrung kann die Gattung für den Bienenfresser haben, wobei in Südostpolen bei letzterem beobachtet wurde, dass lokal bis zu 20 Prozent der Nestlingsnahrung aus S. flavomaculata bestand. Hinzu kommen Frösche, Raubfliegen sowie andere Großlibellen, die Smaragdlibellen jagen können, seltener auch Spinnen und Fische.
Tote und sterbende Libellen, die geschwächt auf die Wasseroberfläche der Fortpflanzungsgewässer fallen, werden von Wasserläufern attackiert und ausgesaugt und in Spinnennetzen gefangene Libellen können von Skorpionsfliegen und anderen Aasfressern gefressen werden.
Zu den Parasiten der Imagines gehören vor allem die bereits die Larven befallenden Gregarinen sowie Saug- und Bandwürmer, die die Libellen als Zwischenwirte nutzen und als Endwirte meistens insektenfressende Vögel befallen. Hinzu kommen als Ektoparasiten insbesondere die Larven der Wassermilbengattung Arrenurus, in Europa ausschließlich Arrenurus pustulator. Diese suchen sich schlupfbereite Libellenlarven und steigen bei der Imaginalhäutung auf die Libellen über, wo sie sich an der Unterseite der hinteren Abdominalsegmente durch ein Saugrohr (Stylosom) von der Hämolymphe der Libelle ernähren und nach der drei bis vier Wochen dauernden parasitären Entwicklungsphase wieder ins Wasser fallen lassen. Der Befall kann dabei von sehr wenigen Milben bis über 1.000 Milben an einer Libelle betragen. Als Wirte der Milben wurden in Europa bislang nur S. metallica und Cordulia aenea identifiziert.
Ebenfalls zu den Ektoparasiten gehören Gnitzen der Gattung Forcipomyia, die neben anderen Libellen auch S. arctica, S. uchidai und S. flavomaculata befallen und sich mit ihren stechend-saugenden Mundwerkzeugen an den Flügeladern nahe der Flügelbasis festsetzen und dort Hämolymphe saugen. In der Regel befinden sich maximal zwei bis drei Gnitzen an einer Libelle.

## Evolution und Systematik

### Fossilbericht
Der Fossilbericht der Falkenlibellen ist insgesamt nur sehr spärlich, wobei auch die Zuordnung schwierig ist, wie die systematischen Diskussionen gezeigt haben. Als älteste, sicher den Falkenlibellen zugeordneter Fossilfund gilt heute die im Jahr 2005 beschriebene Molecordulia karinae aus dem Paläozän Dänemarks mit einem Alter von etwa 65 Millionen Jahren.
Der älteste Fund einer Smaragdlibelle stammt evtl. aus dem Miozän Bulgariens (5 bis 24 Millionen Jahre), allerdings ist die aktuelle Zuordnung als Somatochlora alpestris ebenfalls umstritten.

### Äußere Systematik
Die Smaragdlibellen werden als Gattung innerhalb der Falkenlibellen (Corduliidae) und damit in die Libelluloidea eingeordnet. Derzeit werden innerhalb dieser Familie insgesamt 39 Gattungen unterschieden, wobei die Monophylie der Falkenlibellen in Bezug auf die Segellibellen (Libellulidae) von mehreren Autoren angezweifelt wird. Dies betrifft insbesondere die Gattung Macromia und einige assoziierte Gattungen, die entsprechend von einigen Autoren als eigene Familie Macromiidae ausgegliedert werden, sowie die Gattungsgruppe um den Flussfalken (Oxygastra) und eine Reihe weiterer Gattungen, die als Schwestergruppe der gesamten restlichen Falkenlibellen und der Segellibellen betrachtet werden.
Verwandtschaftsverhältnisse der Falken- und Segellibellen nach Ware et al 2007:
|  | Corduliinae (Falkenlibellen, u. a. Somatochlora, Cordulia, Epitheca)                                                                    |
|  | |
|  | \| \| Macromiidae (Falkenlibellen, u. a. Macromia, Didymops, Phyllomacromia) \| \| \| \| \| \| Libellulidae (Segellibellen) \| \| \| \| |
|  | |
|  | Macromiidae (Falkenlibellen, u. a. Macromia, Didymops, Phyllomacromia)                                                                  |
|  | |
|  | Libellulidae (Segellibellen) |
|  | |

|  | Macromiidae (Falkenlibellen, u. a. Macromia, Didymops, Phyllomacromia) |
|  |                                                                        |
|  | Libellulidae (Segellibellen)                                           |
|  |                                                                        |

|  | Corduliinae (Falkenlibellen, u. a. Somatochlora, Cordulia, Epitheca)                                                                    |
|  | |
|  | \| \| Macromiidae (Falkenlibellen, u. a. Macromia, Didymops, Phyllomacromia) \| \| \| \| \| \| Libellulidae (Segellibellen) \| \| \| \| |
|  | |
|  | Macromiidae (Falkenlibellen, u. a. Macromia, Didymops, Phyllomacromia)                                                                  |
|  | |
|  | Libellulidae (Segellibellen) |
|  | |

|  | Macromiidae (Falkenlibellen, u. a. Macromia, Didymops, Phyllomacromia) |
|  |                                                                        |
|  | Libellulidae (Segellibellen)                                           |
|  |                                                                        |

Innerhalb der Falkenlibellen werden die Smaragdlibellen gemeinsam mit einigen Gattungen (u. a. Cordulia und Epitheca) zu den Corduliinae (bzw. Corduliidae sensu stricto) zusammengefasst, die als monophyletisch betrachtet wird. Zur Monophylie der Gattung selbst liegen keine Angaben vor, sie wird jedoch auch nicht angezweifelt. Die Schwestergruppe ist nicht eindeutig bestimmt.

### Innere Systematik

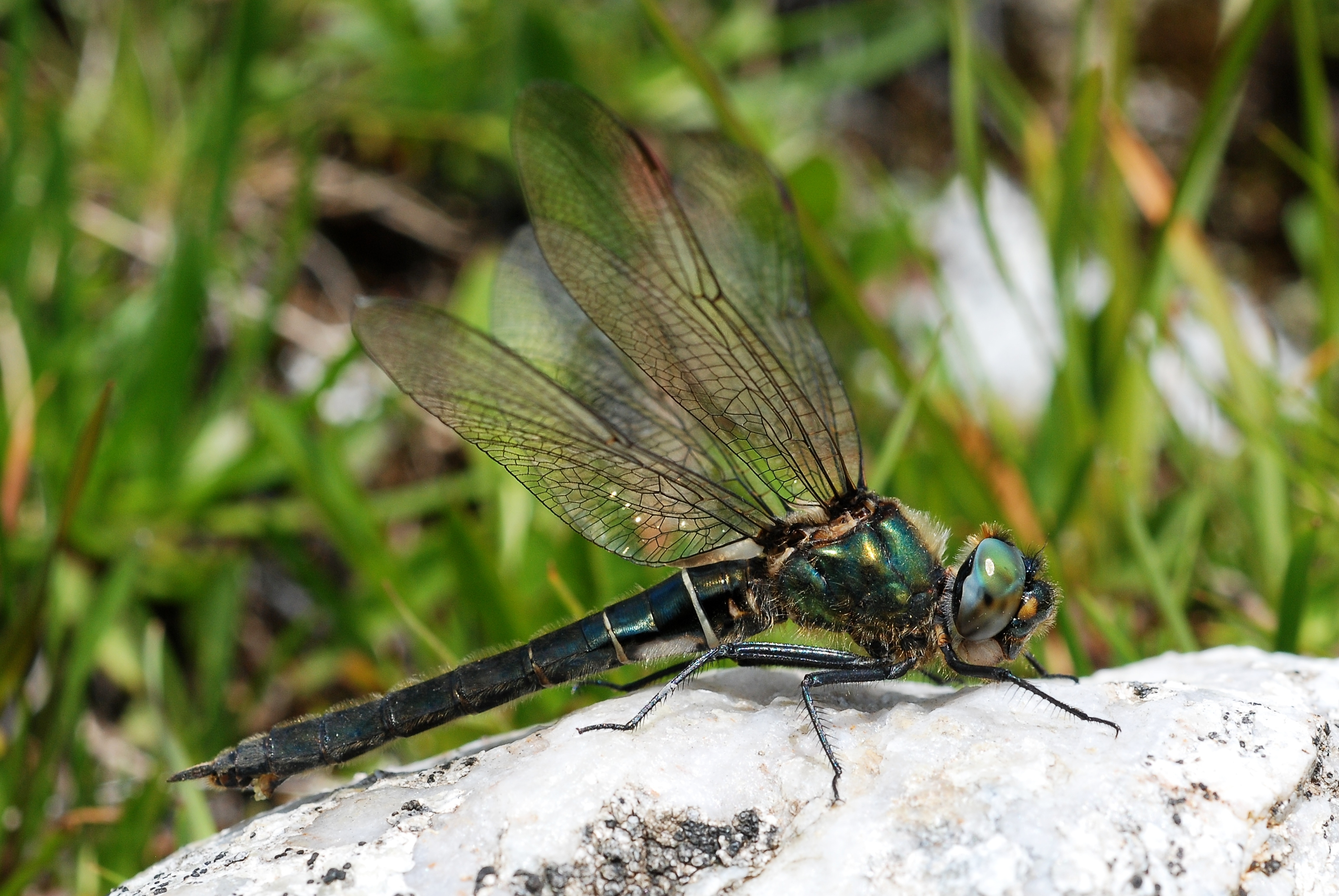
Alpen-Smaragdlibelle (Somatochlora alpestris)

Die heute gültige Erstbeschreibung der Gattung als Somatochlora erfolgte durch Edmond de Selys-Longchamps im Jahr 1871. Der wissenschaftliche Name leitet sich von den griechischen Bezeichnungen sôma für „Körper“ und chlôros für „grün“ ab, bedeutet also „grüner Körper“. Die gleiche Bedeutung hatte auch der ältere Name Chlorosoma, der der Gattung 1840 von Toussaint von Charpentier gegeben wurde und sich aus denselben Wörtern in anderer Reihenfolge zusammensetzte. Da dieser Name jedoch bereits für die heute unter dem Namen Philodryas bekannte Natterngattung vergeben war, wurde er ungültig und durch den von Edmond de Selys-Longchamps vergebenen Namen ersetzt.
Innerhalb der Smaragdlibellen werden je nach Autor etwa 40 Arten unterschieden, wobei die Unterschiede in der Artenzahl vor allem auf die potenzielle Synonymisierung einzelner Arten als Unterarten anderer zurückzuführen sind. Die nachfolgende Artenliste orientiert sich dabei an Schorr et al. 2014 und listet 43 Arten:
- Somatochlora albicincta (Burmeister, 1839)
- Alpen-Smaragdlibelle (Somatochlora alpestris (Selys, 1840))
- Arktische Smaragdlibelle (Somatochlora arctica (Zetterstedt, 1840))
- Somatochlora brevicincta Robert, 1954
- Somatochlora calverti Williamson & Gloyd, 1933
- Somatochlora cingulata (Selys, 1871)
- Somatochlora clavata Oguma, 1922
- Somatochlora daviesi Lieftinck, 1977
- Somatochlora dido Needham, 1930
- Somatochlora elongata (Scudder, 1866)
- Somatochlora ensigera Martin, 1907
- Somatochlora exuberata Bartenev, 1910
- Somatochlora filosa (Hagen, 1861)
- Gefleckte Smaragdlibelle (Somatochlora flavomaculata (Vander Linden, 1825))
- Somatochlora forcipata (Scudder, 1866)
- Somatochlora franklini (Selys, 1878)
- Somatochlora georgiana (Walker, 1925)
- Somatochlora graeseri (Selys, 1887)
- Somatochlora hineana Williamson, 1931
- Somatochlora hudsonica (Hagen, 1871) in Selys
- Somatochlora incurvata Walker, 1918
- Somatochlora kennedyi Walker, 1918
- Somatochlora linearis Hagen, 1861
- Somatochlora lingyinensis Zhou & Wa, 1979
- Somatochlora margarita Donnelly, 1962
- Balkan-Smaragdlibelle (Somatochlora meridionalis Nielsen, 1935)
- Glänzende Smaragdlibelle (Somatochlora metallica (Vander Linden, 1825))
- Somatochlora minor Calvert, 1898
- Somatochlora nepalensis Asahina, 1982
- Somatochlora ozarkensis Bird, 1933
- Somatochlora provocans Calvert, 1903
- Polar-Smaragdlibelle (Somatochlora sahlbergi Trybom, 1889)
- Somatochlora semicircularis (Selys, 1871)
- Somatochlora septentrionalis (Hagen, 1861)
- Somatochlora shanxiensis (Zhu & Zhang, 1999)
- Somatochlora taiwana Inoue & Yokota, 2001
- Somatochlora tenebrosa (Say, 1840)
- Somatochlora uchidai Förster, 1909
- Somatochlora viridiaenea (Uhler, 1858)
- Somatochlora walshii (Scudder, 1866)
- Somatochlora whitehousei Walker, 1925
- Somatochlora williamsoni Walker, 1907

## Gefährdung und Schutz
Innerhalb der Smaragdlibellen gibt es einige Arten, die regional oder auch in ihrer Gesamtverbreitung als gefährdet eingeschätzt werden. Die International Union for Conservation of Nature and Natural Resources (IUCN) führt in der Roten Liste gefährdeter Arten 13 Somatochlora-Arten, von denen jedoch nur zwei als gefährdet („vulnerable“) und drei als Arten der Vorwarnliste („near threatened“) eingeschätzt werden, während die übrigen Arten als ungefährdet („least concern“) betrachtet werden oder die Datenlage für eine Gefährdungseinschätzung nicht ausreichend ist („data deficient“).
Die gefährdete Art S. margarita zeichnet sich durch ein sehr kleinräumiges Verbreitungsgebiet aus – so ist S. margarita endemisch in zwei US-Bundesstaaten. Auch die drei Arten der Vorwarnliste (S. hineana, S. ozarkensis und S. calverti) haben sehr begrenzte Verbreitungsgebiete und wurden daher entsprechend eingestuft.

## Belege
1. ↑  
James George Needham, Minter Jackson Westfall, Michael L. May: Dragonflies of North America. ISBN 0-945417-94-2.
2. 1 2 3 4 5 6 7 8 9  
Gattung Somatochlora SELYS. In: Hansruedi Wildermuth: Die Falkenlibellen Europas. S. 373–374.
3. 1 2  
Entwicklung im Ovar: vom Oogonium zum Ei. In: Hansruedi Wildermuth: Die Falkenlibellen Europas. S. 46–47.
4. 1 2 3 4  
Entwicklungsmilieu Wasser – flüssig, eisförmig oder verdampft. In: Hansruedi Wildermuth: Die Falkenlibellen Europas. S. 78–82.
5. ↑  
Rasmus Hovmöller, Thomas Pape, Mari Källersjö: The Palaeoptera Problem: Basal Pterygote Phylogeny Inferred from 18S and 28S rDNA Sequences. Cladistics 18, 2002; S. 313–323 (PDF (Memento vom 22. Dezember 2009 im Internet Archive)).
6. ↑  
Yuzo Takegawa, Hideo Fukuda, Kenta Totsuka, Hisashi Kimoto, Akira Taketo: Phylogenetic Relationship among Several Japanese Odonate Species Inderred from Mitochondrial DNA Sequences. Memoirs of the Fukui Institute of Technology 37, 2007; S. 235–242 (PDF (Memento vom 30. April 2015 im Internet Archive)).
7. ↑  A.M. Ardila-Garcia, T. Ryan Gregory: An exploration of genome size diversity in dragonflies and damselflies (Insecta: Odonata). Journal of Zoology 278, 2009; S. 163–173 (PDF (Memento des Originals vom 12. Dezember 2011 im Internet Archive)  Info: Der Archivlink wurde automatisch eingesetzt und noch nicht geprüft. Bitte prüfe Original- und Archivlink gemäß Anleitung und entferne dann diesen Hinweis.).
8. ↑  
Nahrung aufspüren und Beute fangen. In: Hansruedi Wildermuth: Die Falkenlibellen Europas. S. 86–99.
9. 1 2  
Reifung abseits vom Wasser. In: Hansruedi Wildermuth: Die Falkenlibellen Europas. S. 140–145.
10. 1 2 3  
Jäger und Gejagte. In: Hansruedi Wildermuth: Die Falkenlibellen Europas. S. 150–157.
11. ↑  
Saisonale Flugperioden und tageszeitliche Aktivitätsmuster. In: Hansruedi Wildermuth: Die Falkenlibellen Europas. S. 145–149.
12. 1 2  
Treffpunkt der Geschlechter – Der Rendezvousplatz. In: Hansruedi Wildermuth: Die Falkenlibellen Europas. S. 213–219.
13. ↑  
Sind Falkenlibellen territorial? In: Hansruedi Wildermuth: Die Falkenlibellen Europas. S. 220–231.
14. 1 2 3  
Paarungseinleitung nach Blitzangriff. In: Hansruedi Wildermuth: Die Falkenlibellen Europas. S. 231–239.
15. ↑  
Sydney G. Cannings, Robert A. Cannings: Dragonflies (Odonata) of the Yukon. In: H.V. Danks and J.A. Downes (Hrsg.): Insects of the Yukon. Biological Survey of Canada (Terrestrial Arthropods). Ottawa 1997; S. 169–200 (PDF).
16. ↑  
Während und nach der Paarung. In: Hansruedi Wildermuth: Die Falkenlibellen Europas. S. 239–245.
17. 1 2  
Eiablage – möglichst ohne störende Männchen. In: Hansruedi Wildermuth: Die Falkenlibellen Europas. S. 250–259.
18. 1 2 3  
Einzeleier, Laichballen und Laichschnüre. In: Hansruedi Wildermuth: Die Falkenlibellen Europas. S. 51–55.
19. 1 2 3  
Klaus Sternberg: Influence of oviposition date and temperature upon embryonic development in Somatochlora alpestris and S. arctica (Odonata: Corduliidae). Journal of Zoology 235 (1), 1995; S. 163–174. doi:10.1111/j.1469-7998.1995.tb05135.x.
20. ↑  
Kozo Miyakawa: Rotation of Embryo in Eggs of Petaluridae, Gomphidae, and Corduliidae, in Connection with Types of Oviposition, Egg Shape and Germ Band (Odonata, Anisoptera). Japanese journal of entomology 58(3), 1990; S. 447–463 (Volltext).
21. 1 2  
Von der Zygote zur Prolarve. In: Hansruedi Wildermuth: Die Falkenlibellen Europas. S. 59–65.
22. 1 2 3  
Lange Vorbereitung für ein kurzes Erwachsenenleben. und Wachstum – Entwicklung in ungleichen Schritten.In: Hansruedi Wildermuth: Die Falkenlibellen Europas. S. 70–78.
23. 1 2 3  
Vom Wasser- zum Landleben: Metamorphose und Emergenz. In: Hansruedi Wildermuth: Die Falkenlibellen Europas. S. 111–135.
24. 1 2 3  
Imaginalstadium – letzter Abschnitt des Individuallebens. In: Hansruedi Wildermuth: Die Falkenlibellen Europas. S. 136–140.
25. 1 2  
Feinde vermeiden – Thema mit Variationen. In: Hansruedi Wildermuth: Die Falkenlibellen Europas. S. 99–108.
26. ↑  
Schmarotzer und Trittbrettfahrer. In: Hansruedi Wildermuth: Die Falkenlibellen Europas. S. 108–110.
27. 1 2  
Endo- und Ektoparasiten. In: Hansruedi Wildermuth: Die Falkenlibellen Europas. S. 157–162.
28. 1 2  
Die Libelluloidea – eine junge Verwandtschaftsgruppe. In: Hansruedi Wildermuth: Die Falkenlibellen Europas. S. 27–29.
29. ↑  
Martin Schorr, Martin Lindeboom, Dennis Paulson: World Odonata List. Update vom 10. Februar 2010 (Download).
30. 1 2 3  
Jessica Ware, Michael May, Karl Kjer: Phylogeny of the higher Libelluloidea (Anisoptera: Odonata): An exploration of the most speciose superfamily of dragonflies. Molecular Phylogenetics and Evolution 45 (1), 2007; S. 289–310.
31. ↑  
Erstbeschreibung als Synopsis des Cordulines. Bulletin de l’Académie royale des Sciences de Belgique (2)31, 1871: S. 238–318.
32. ↑  
Martin Schorr, Martin Lindeboom, Dennis Paulson: World Odonata List. Update vom 1. Dezember 2014 (Download).
33. ↑  
Suchergebnis Somatochlora in der Roten Liste gefährdeter Arten der IUCN..
34. ↑  
Somatochlora margarita in der Roten Liste gefährdeter Arten der IUCN 2010.1. Eingestellt von: Abbott, J.C., 2006. Abgerufen am 29. März 2010.
35. ↑  
Somatochlora hineana in der Roten Liste gefährdeter Arten der IUCN 2010.1. Eingestellt von: Abbott, J.C. & Cashatt, E., 2007. Abgerufen am 29. März 2010.
36. ↑  
Somatochlora ozarkensis in der Roten Liste gefährdeter Arten der IUCN 2010.1. Eingestellt von: Abbott, J.C., 2007. Abgerufen am 29. März 2010.
37. ↑  
Somatochlora calverti in der Roten Liste gefährdeter Arten der IUCN 2010.1. Eingestellt von: Paulson, D.R., 2007. Abgerufen am 29. März 2010.